# Montdidier (Moselle)
Montdidier település Franciaországban, Moselle megyében. Lakosainak száma 87 fő (2022. január 1.). Montdidier Albestroff, Francaltroff, Léning, Nébing és Vahl-lès-Bénestroff községekkel határos.

## Népesség
A település népességének változása:
| Lakosok száma | 56   | 73   | 79   | 66   | 72   | 76   | 80   | 87   | 86   | 87   |
|               | 1968 | 1982 | 1990 | 2006 | 2013 | 2015 | 2017 | 2019 | 2020 | 2022 |